# Thierry Neuvic
Thierry Neuvic (født 3. august 1970) er en fransk skuespiller. Han har optrådt i 32 film og tv-serier siden 1996. Han medvirkede i filmen Code Unknown, som blev vist på Cannes Film Festival i år 2000.
I 2010 medvirkede han i dramafilmen Hereafter, instrueret af Clint Eastwood, hvor han spiller rollen Didier, hovedrollen Maries elsker.